# 11. februar
11. februar je 42. dan leta v gregorijanskem koledarju. Ostaja še 323 dni (324 v prestopnih letih).

## Dogodki
- 600 pr. n. št. – Po legendi je Jimmu Tenno zasedel japonski prestol
- 1858 – V jami Massabielle v Lurdu se je Bernardki Soubirous prvič prikazala Devica Marija, čemur je sledilo še 17 čudežnih prikazovanj
- 1928 – Začele so se devete olimpijske igre (druge zimske).
- 1929 – Mussolinijeva vlada in Vatikan sta podpisala Lateransko pogodbo, s katero je bil ustanovljen Vatikan kot samostojna država.
- 1940 – Rdeča armada je začela ofenzivo proti Mannerheimovi liniji.
- 1942 – Začela se je nemška pomorska operacija Cerberus.
- 1945 – Končala se je jaltska konferenca.
- 1951 – Na Mariborskem Pohorju je začela obratovati prva žičnica.
- 1970 – Japonska je izstrelila svoj prvi satelit Osumi.
- 1971 – Združene države Amerike, Sovjetska zveza in Združeno kraljestvo so podpisale sporazum o prepovedi polaganja jedrskega orožja na morsko dno.
- 1975 – Margaret Thatcher je postala predsednica britanske konservativne stranke.
- 1990 – Nelson Mandela je bil po 27 letih izpuščen iz zapora.
- 1999 – Pluton (planet) je prečkal Netunovo orbito in s tem končal 20-letno obdobje, ko je bil bližje Soncu kot Neptun.
- 2011 – Po osemnajstdnevni ljudski vstaji je odstopil egiptovski predsednik Hosni Mubarak.

## Rojstva
- 1079 – Jedžong, 16. korejski kralj dinastije Gorjeo († 1122)
- 1261 – Oton III./Béla V., vojvoda Spodnje Bavarske, kralj Ogrske († 1312)
- 1380 – Gianfrancesco Poggio Bracciolini, italijanski humanist († 1459)
- 1466 – Elizabeta, angleška kraljica, mati kralja Henrika VIII. († 1503)
- 1657 – Bernard le Bovier de Fontenelle, francoski pisatelj († 1757)
- 1791 – Aleksandros Mavrokordatos, grški državnik († 1865)
- 1802 – Lydia Marie Child, ameriška pisateljica, abolicionistka († 1880)
- 1813 – Otto Ludwig, nemški pisatelj, dramatik, kritik († 1865)
- 1845 – Ahmed Tevfik Paša, turški veliki vezir († 1936)
- 1847 – Thomas Alva Edison, ameriški znanstvenik, izumitelj, fizik, elektroinženir, matematik († 1931)
- 1890 – Stanko Bloudek, slovenski inženir, športni delavec († 1959)
- 1898 – Leó Szilárd, madžarsko-ameriški fizik († 1964)
- 1900 – Hans-Georg Gadamer, nemški filozof († 2002)
- 1905 – Bratko Kreft, slovenski pisatelj, dramatik († 1986)
- 1909 – Joseph Leo Mankiewicz, ameriški filmski režiser († 1993)
- 1922 – Ela Peroci, slovenska pisateljica († 2001)
- 1926 – Paul Bocuse, francoski kuhar
- 1934 –
  - John Surtees, britanski motociklistični in avtomobilistični dirkač († 2017)
  - Mary Quant, angleška modna oblikovalka
- 1937 – Janez K. Lapajne, slovenski geofizik in seizmolog († 2012)
- 1953 – Philip Anglim, ameriški igralec
- 1969 – Jennifer Aniston, ameriška filmska igralka
- 1992 – Taylor Lautner, ameriški filmski igralec

1993 - Karl Geiger, nemški smučarski skakalec

## Smrti
- 641 – Heraklij, bizantinski cesar (* okoli 575)
- 1141 – Hugo Svetoviktorski, nemški filozof, teolog (* 1096)
- 1160 – Minamoto Jositomo, japonski bojevnik (* 1123)
- 1234 – Ermengarda Beaumonška, škotska kraljica, soproga Vilijema I. (* 1170)
- 1310 – Marguerite d'Oingt, francoska mistikinja, pesnica (* 1240)
- 1324 – Karl von Trier, veliki mojster vitezov križnikov (* 1265)
- 1503 – Elizabeta, angleška kraljica, mati kralja Henrika VIII. (* 1466)
- 1650 – René Descartes, francoski filozof, matematik, fizik, učenjak (* 1596)
- 1755 – Francesco Scipione di Maffei, italijanski dramatik, arheolog, učenjak (* 1675)
- 1829 – Aleksander Sergejevič Gribojedov, ruski dramatik (* 1795)
- 1848 – Thomas Cole, angleško-ameriški slikar (* 1801)
- 1868 – Jean Bernard Léon Foucault, francoski fizik, astronom (* 1819)
- 1871 – Filippo Taglioni, italijanski plesalec (* 1777)
- 1879 – Honoré-Victorin Daumier, francoski slikar, kipar (* 1808)
- 1892 – James Augustus Grant, škotski častnik, raziskovalec (* 1827)
- 1901 – Milan Obrenović, srbski kralj (* 1854)
- 1918 – Aleksej Maksimovič Kaledin, ruski častnik (* 1861)
- 1931 – Charles Algernon Parsons, britanski inženir (* 1854)
- 1938 – Kazimierz Twardowski, poljski filozof in logik (* 1866)
- 1948 – Sergej Mihajlovič Eisenstein, ruski filmski režiser (* 1898)
- 1952 – Matija Murko, slovenski književni zgodovinar (* 1861)
- 1963 – Fran Albreht, slovenski pesnik, prevajalec, publicist (* 1889)
- 1968 – Pitrim Sorokin, rusko-ameriški sociolog (* 1889)
- 1976 – Boris Ziherl, slovenski filozof, publicist (* 1910)
- 1986 – Frank Herbert, ameriški pisatelj (* 1920)
- 1994 – Paul Karl Feyerabend, avstrijsko-ameriški filozof znanosti (* 1924)
- 2012 – Whitney Houston, ameriška pevka (* 1963)

## Prazniki in obredi
- Japonska – nacionalni dan ustanovitve (建国記念日)
- svetovni dan bolnikov
- Rimskokatoliški godovi
  - sveti Cedmon
  - sveti Saturnin
  - sveta Viktorija
  - Lurška Mati Božja